# Barramento frontal

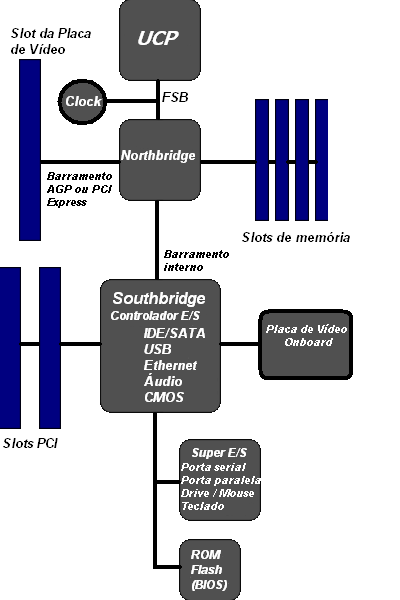
Um esquema north/southbridge típico.

Em PCs, o barramento frontal (Front Side Bus ou FSB em inglês) é o barramento de transferência de dados que transporta informação entre a UCP e o northbridge da placa-mãe.
Alguns computadores também possuem um barramento traseiro (ou backside bus) o qual conecta a UCP à memória cache interna. Este barramento e a memória cache associada a ela podem ser acessados muito mais rapidamente do que a RAM do sistema através do barramento frontal.
A largura de banda ou throughput teórico máximo do barramento frontal é determinado pelo produto da largura da via de dados, frequência de clock (ciclos por segundo) e a quantidade de transferências de dados realizadas por ciclo do clock. Por exemplo, um FSB com largura de 32 bits (4 bytes) operando a uma frequência de 100 MHz e que realize 4 transferências por ciclo, possui uma largura de banda de 1600 megabytes por segundo (MB/s).
A quantidade de transferências por ciclo de clock é dependente da tecnologia usada. Por exemplo, a GTL+ realiza uma transferência/ciclo, a EV6 2 transferências/ciclo e a AGTL+ 4 transferênciass/ciclo. A Intel denomina a técnica de 4 transferências por ciclo de Quad Pumping.
Deve ser observado que muitos fabricantes hoje em dia anunciam a capacidade do FSB em megatransfers por segundo (MT/s), não na frequência do clock do FSB em megahertz (MHz). Isto se deve ao fato de que a frequência real é determinada pela quantidade de transferências que podem ser realizadas a cada ciclo de clock, bem como pela frequência do clock. Por exemplo, se uma placa-mãe (ou processador) possui um FSB de 200 MHz e realiza 4 transferências por ciclo de clock, o FSB é dito como de 800 MT/s.

## Histórico e uso corrente
Barramento frontal é um nome alternativo para os barramentos de dados e endereços de uma UCP, conforme definido nos datasheet dos fabricantes. O termo é associado com maior frequência aos vários barramentos de UCP usados nas placas-mãe de PCs (incluindo servidores etc), raramente com os barramentos de dados e endereços usados em sistemas embarcados e em pequenos computadores.
O barramento frontal funciona como uma conexão entre a CPU e o restante do hardware através do chipset. Este chipset é geralmente dividido em northbridge e southbridge, e serve de ponto de conexão para todos os outros barramentos do sistema. Barramentos tais como o PCI, AGP e de memória conectam-se ao chipset para que os dados fluam entre os dispositivos conectados. Estes barramentos secundários geralmente operam em frequências derivadas do clock do barramento frontal, mas não são necessariamente sincronizados com ele.
Como resposta a iniciativa Torrenza da AMD, a Intel abriu as especificações do seu soquete de UCP FSB para dispositivos de terceiros.
Antes deste anúncio, feito na primavera de 2007 no Intel Developer Forum em Beijing, a Intel havia mantido controle estrito sobre quem tinha acesso ao FSB, somente permitindo processadores Intel no soquete de UCP. Isto agora está mudando, sendo o primeiro exemplo os coprocessadores FPGA, resultado da colaboração entre a Intel-Xilinx-Nallatech e Intel-Altera-XtremeData.

## Frequência de componentes relacionados

### UCP
A frequência na qual um processador (UCP) opera é determinada aplicando-se um multiplicador de clock à frequência do barramento frontal (FSB). Por exemplo, um processador que opere em 550 MHz pode estar usando um FSB de 100 MHz FSB. Isto significa que há uma configuração do multiplicador de clock (também denominada razão barramento/núcleo) de 5,5. Isto é, a UCP é ajustada para operar a 5,5 vezes a frequência do barramento frontal: 100 MHz × 5,5 = 550 MHz. Variando o FSB ou o multiplicador, podem ser atingidas diferentes frequências de UCP.

### Memória
Ajustar a frequência do FSB está diretamente relacionado com a frequência de funcionamento da memória usada em um sistema. O barramento de memória conecta o northbridge e a RAM, da mesma forma que o barramento frontal conecta a UCP e o northbridge. Frequentemente, estes dois barramentos operam na mesma frequência. Aumentar a frequência do barramento fontal para 170 MHz, na maioria dos casos também significa que a memória está operando em 170 MHz.
Em sistemas mais recentes, é possível ver a memória em proporções de "4:5" e similares. A memória irá operar 5/4 vezes mais rápida do que o FSB, nesta situação, significando que um barramento de 133 MHz pode operar com a memória em 166 MHz. Isto é citado frequentemente como um sistema "assíncrono". É importante perceber que devido a diferenças nas arquiteturas da UCP e sistema, a performance total do sistema pode variar de forma inesperada com proporções FSB-para-memória diferentes.
Em aplicativos complexos de imagem, áudio, vídeo, jogos ou programas científicos, onde o conjunto de dados é grande, a frequência do FSB torna-se uma questão vital de performance. Um FSB lento implicará que a UCP terá de ficar boa parte do tempo ociosa, esperando que os dados cheguem da memória RAM.

### Barramentos periféricos
Semelhante ao barramento de memória, os barramentos PCI e AGP também podem operar de modo assíncrono em relação ao barramento frontal. Em sistemas antigos, estes barramentos operavam a uma fração da frequência do barramento frontal. Esta fração era ajustada no BIOS. Em sistemas mais novos, os barramentos periféricos PCI, AGP e PCI Express frequentemente recebem seus próprios sinais de clock, os quais eliminam sua dependência do barramento frontal para temporização.

### Overclocking

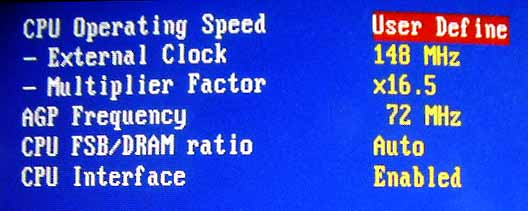
Configurações de overclocking no BIOS.

Overclocking é a técnica de fazer com que componentes de um computador operem além dos  níveis-padrão de performance.
Muitas placas-mãe permitem que o usuário ajuste manualmente as configurações do multiplicador  de clock e FSB através de ajustes no BIOS. Muitos fabricantes de UCPs não "travam" um  multiplicador de fábrica configurado no chip. Também é possível destravar algumas UCPs  travadas. Em todos os processadores, aumentar a frequência do FSB significa aumentar a  frequência de processamento de dados.
Esta prática faz com que os componentes operem além de suas especificações originais e possa provocar comportamento errático, superaquecimento ou falhas prematuras. Mesmo que o  computador aparente estar funcionando normalmente, problemas podem surgir quando o nível de  exigência aumentar. Por exemplo, durante a instalação do Windows, você pode receber uma mensagem de erro de cópia de arquivo ou experimentar outros  problemas. A maioria dos  PCs comprados de varejistas ou fabricantes tais como Hewlett-Packard ou Dell, não  permitem que o usuário mude a configuração do multiplicador ou do barramento frontal devido a  possibilidade de comportamento errático ou falha. Placas-mãe compradas separadamente  para a  montagem de um sistema personalizado muito provavelmente não terão este tipo de restrição e  permitirão editar os valores do multiplicador e FSB no BIOS.